# Macintosh LC 500 シリーズ
Macintosh LC 500 シリーズは、 Apple Computerが設計、製造、販売したパーソナル コンピュータである。ここでは派生モデルのMacintosh Performa 500シリーズ、およびMacintosh TVについても記述する。

## 概要
1992年、AppleのCEOであるジョン スカリーは、市場戦略を6か月以内に完成させるために、大画面と光学ドライブを内蔵した一体型Macintoshのデザインを、同社Industrial Design Group (IDg)に要求した。IDgがかつて没案としていたデザインをAppleのエンジニアリングチームが製品化した。 

## LC 520
開発コードネーム「Mongo」。ロジック ボードはMacintosh LC IIIのチップセットが流用されているため、スペック上は大きな違いは見られない。後継機種のLC 550または575と同じ仕様にするアップグレードキットがAppleから販売されていた。

### モデル
- Macintosh LC 520
- Macintosh Performa 520 : 付属品やサポートを充実させたほか、内蔵CD-ROMドライブがトレイローディング式とされた。ただし575へのアップグレードは公式には対象外である。

## LC 550
LC 520との主な違いは、MC68030 CPUが25MHzから33MHzへと向上したことである。光学ドライブはキャディを必要としないトレイローディング式とされた。ロジックボードは、基本的にMacintosh Color Classic IIで使用されているものと同じである。LC 575へのアップグレードパッケージも提供された。

### モデル
- Macintosh LC 550 : 日本では未発売。
- Macintosh Performa 550
- Macintosh Performa 560 Money Edition : Performa 550にビジネスソフトを同梱。Circuit Cityの店舗および Apple からの直接注文を通じて、米国内でのみ販売された。

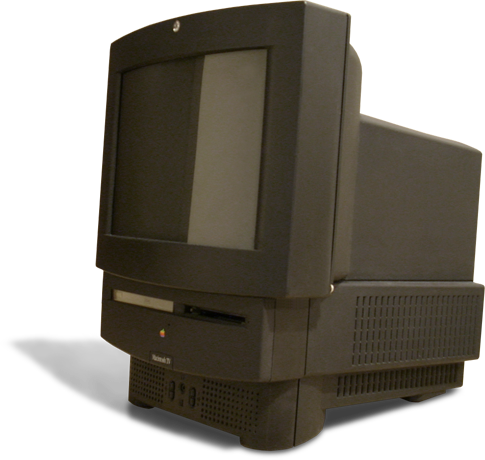
Macintosh TV

- Macintosh TVMacintosh TV : Macintoshシリーズで初めてTVチューナーを標準装備とした。日本では未発売。

## LC 575
CPUに MC68LC040 が採用された。ロジックボードにLC 475のアーキテクチャが採用されているほか、モデムカードやEthernetカードを追加するためのCommunication Slotが新たに装備された。Appleが公式に認めた搭載可能メモリは36MBであったが、後に128MBモジュールを用いた132MBでの動作が確認されている。
Macintoshプロセッサアップグレードカードという形でアップグレードパスも提供された。

### モデル
- Macintosh LC 575[3]
- Macintosh Performa 575
- Macintosh Performa 577
- Macintosh Performa 578

## LC 580
CPUは引き続き68LC040が採用されたが、ロジックボードは大型化されPerforma630互換のものとなった。630同様、IDEインターフェースを装備したことで安価なIDEハードディスクが採用されたほか、630用のビデオキャプチャカードに対応した。ただし630と完全に同じロジックボードでもなく、SIMMスロットが2スロットへと増やされている。
ディスプレイはLC 575で採用されていたトリニトロンディスプレイに代わり、安価なシャドウ マスクスクリーンとされた。

### モデル
- Macintosh LC 580[4] : 米国では教育市場でのみ販売。
- Macintosh Performa 588CD
- Macintosh Performa 580CD